# 3805 Goldreich
A 3805 Goldreich (ideiglenes jelöléssel 1981 DK3) a Naprendszer kisbolygóövében található aszteroida. Schelte J. Bus fedezte fel 1981. február 28-án.